# 湖南省广播电视局
湖南省广播电视局 是中华人民共和国湖南省人民政府管理湖南省广播电视宣传和广播电视事业的直属机构。

## 内设机构
- 办公室
- 宣传管理处
- 社会管理处
- 电影管理处
- 科技处
- 规划财务处
- 人事处
- 离退休人员管理服务处
- 机关党委
- 纪检组（监察室）
- 保卫处[1]